# Хораванд
Хораванд (перс. خراوند) — село в Ірані, у дегестані Салеган, в Центральному бахші, шагрестані Хомейн остану Марказі. За даними перепису 2006 року, його населення становило 552 особи, що проживали у складі 162 сімей.

## Клімат
Середня річна температура становить 13,92°C, середня максимальна – 33,19°C, а середня мінімальна – -9,05°C. Середня річна кількість опадів – 204 мм.
| Клімат поселення                              | Клімат поселення | Клімат поселення | Клімат поселення | Клімат поселення | Клімат поселення | Клімат поселення | Клімат поселення | Клімат поселення | Клімат поселення | Клімат поселення | Клімат поселення | Клімат поселення | Клімат поселення |
| Показник                                      | Січ.             | Лют.             | Бер.             | Квіт.            | Трав.            | Черв.            | Лип.             | Серп.            | Вер.             | Жовт.            | Лист.            | Груд.            |                  |
| Середній максимум, °C                         | 9,64             | 11,84            | 17,26            | 22,84            | 27,16            | 31,53            | 33,19            | 32,51            | 28,58            | 22,46            | 16,28            | 10,08            |                  |
| Середня температура, °C                       | 0,29             | 2,51             | 7,92             | 13,50            | 17,80            | 22,18            | 26,46            | 25,79            | 21,86            | 15,74            | 9,56             | 3,36             |                  |
| Середній мінімум, °C                          | −9,05            | −6,84            | −1,44            | 4,15             | 8,46             | 12,85            | 19,75            | 19,07            | 15,15            | 9,02             | 2,85             | −3,37            |                  |
| Норма опадів, мм                              | 34               | 33               | 37               | 24               | 16               | 2                | 2                | 1                | 0                | 7                | 20               | 28               |                  |
| Середньомісячна швидкість вітру, м/с          | 1.34             | 2.00             | 2.81             | 2.85             | 2.65             | 2.48             | 2.46             | 2.30             | 2.17             | 2.03             | 1.78             | 1.26             |                  |
| Середньомісячна сонячна радіація, кДж/м²·день | 9781             | 13106            | 15470            | 18834            | 22665            | 26766            | 25821            | 24410            | 21440            | 16094            | 11466            | 9437             |                  |
| --------------------------------------------- | ---------------- | ---------------- | ---------------- | ---------------- | ---------------- | ---------------- | ---------------- | ---------------- | ---------------- | ---------------- | ---------------- | ---------------- | ---------------- |
| Джерело:                                      |                  |                  |                  |                  |                  |                  |                  |                  |                  |                  |                  |                  |                  |